# Бускетс, Ориоль
Орио́ль Буске́тс Мас (исп. Oriol Busquets Mas; род. 20 января 1999, Сан-Фелиу-де-Гишольс) — испанский футболист, полузащитник клуба «Арока».

## Клубная карьера
Ориоль является воспитанником «Ла Масии», знаменитой академии «Барселоны», в которой занимался с 2007 по 2017 года. В сезоне 2016/17 дебютировал за фарм-клуб «Барселона B». Всего за неё в своём дебютном сезоне он провёл две встречи.
В сезоне 2017/18 Бускетса стали привлекать к тренировкам и матчам первой команды. Он был включён в заявку клуба на Лигу чемпионов 2017/18. Его дебют за «Барселону» состоялся 29 ноября 2017 года в матче Кубка Испании против клуба «Реал Мурсия». Ориоль вышел в стартовом составе «сине-гранатовых» и был заменён Сержи Роберто на 62-й минуте.
27 августа 2019 года на правах аренды перешёл в «Твенте», арендное соглашение рассчитано до конца сезона 2019/20. 1 сентября 2019 года дебютировал за свой новый клуб в матче против «Утрехта» (3:1). Всего за «Твенте» во всех турнирах провёл 23 матча. После окончания арендного соглашения вернулся в «Барселону» и выступал за её вторую команду, проведя 13 матчей и забив один мяч.
28 августа 2021 года на правах свободного агента перешёл в французский клуб «Клермон». Дебютировал за клуб 19 сентября 2021 года в матче 6-го тура Лиги 1 против «Бреста» (1:1), выйдя на 86-й минуте. Всего во всех турнирах провёл за «Клермон» 10 матчей, а также два матча за фарм-клуб «Клермон II» в Насионале 3. 20 июля 2022 года перешёл в португальский клуб «Арока», подписав контракт на три года. Дебютировал за клуб 5 августа 2022 года в матче 1-го тура Примейра-лиги против «Бенфики» (0:4), выйдя в стартовом составе.

## Карьера в сборной
Ориоль представлял Испанию на юношеском уровне различных возрастов. В составе юношеской сборной Испании до 17 лет он принимал участие на юношеском чемпионате Европы 2016. Бускетс принял участие во всех встречах своей сборной на турнире, в котором Испания дошла до финала.

## Личная жизнь
Отец и старший брат Ориоля также занимались в системе «Барселоны», при этом они не являются родственниками Карлеса и Серхио Бускетсов.

## Достижения
- Обладатель Кубка Испании: 2017/18
- Победитель Сегунды B: 2016/17